# Upper Grand Lagoon
Upper Grand Lagoon es un lugar designado por el censo ubicado en el condado de Bay, en el estado estadounidense de Florida. En el Censo de 2010 tenía una población de 13 963 habitantes y una densidad poblacional de 338,9 personas por kilómetro cuadrado.

## Geografía
Upper Grand Lagoon se encuentra ubicado en las coordenadas 30°10′26″N 85°45′9″O / 30.17389, -85.75250. Según la Oficina del Censo de los Estados Unidos, Upper Grand Lagoon tiene una superficie total de 41.2 km², de la cual 20.96 km² corresponden a tierra firme y (49.13 %) 20.24 km² es agua.

## Demografía
Según el censo de 2010, había 13 963 personas residiendo en Upper Grand Lagoon. La densidad de población era de 338,9 hab./km². De los 13 963 habitantes, Upper Grand Lagoon estaba compuesto por el 91.16 % de blancos, el 2.27 % de negros, el 0.49 % de amerindios, el 1.63 % de asiáticos, el 0.12 % de isleños del Pacífico, el 0.97 % de otras razas, y el 3.37 % de dos o más razas. Del total de la población, el 4.64 % eran hispanos o latinos de cualquier raza.